# Clermont-Auvergne Hockey Club
‌
 (juin 2018).
Si vous disposez d'ouvrages ou d'articles de référence ou si vous connaissez des sites web de qualité traitant du thème abordé ici, merci de compléter l'article en donnant les références utiles à sa vérifiabilité et en les liant à la section « Notes et références ».
Le Clermont-Auvergne Hockey Club (C.A.H.C.) est un club français de hockey sur glace qui était installé à Clermont-Ferrand en Auvergne. Il a dû déposer le bilan en mai 2005 à la suite de la liquidation judiciaire prononcée par le tribunal de grande instance de Clermont-Ferrand, après de graves difficultés financières (déficit de près de 200 000 euros).

## Palmarès
- Coupe de France : 1982[1]
- Championnat de France de D1 : 1999

## Personnalités

### Anciens joueurs
- Michel Vallière
- Pål Grotnes

### Entraîneurs successifs
- Jacques Delorme
- Martin Cadorette
- Philippe Badin
- André St-Laurent
- Ivan Hansen
- Dimitri Fokine
- Dana Knowlton
- Éric Sarliève